# 前山乡 (德昌县)
前山乡，是中华人民共和国四川省凉山彝族自治州德昌县曾经下辖的一个乡。

## 行政区划
前山乡撤销前下辖以下地区：
马路村、小沟村和光辉村。